# 圣皮埃尔拉帕吕
圣皮埃尔拉帕吕（法語：Saint-Pierre-la-Palud，法語發音：[sɛ̃ pjɛʁ la paly]）是法国罗讷省的一个市镇，属于索恩河畔自由城区。

## 地理
圣皮埃尔拉帕吕（45°47'27"N, 4°36'42"E）面积7.53 平方千米，位于法国奥弗涅-罗讷-阿尔卑斯大区罗讷省，该省份为法国中东部省份，北起顺时针与索恩-卢瓦尔省、安省、里昂大都会、伊泽尔省和卢瓦尔省接壤。
与圣皮埃尔拉帕吕接壤的市镇（或旧市镇、城区）包括：桑贝勒、舍维奈、波利奥奈、苏尔雪莱米讷。

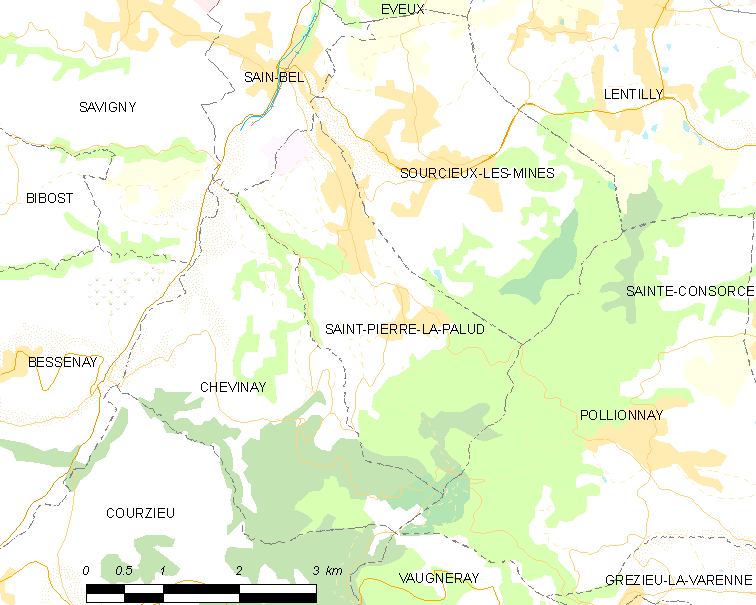
圣皮埃尔拉帕吕的OSM定位图

圣皮埃尔拉帕吕的时区为UTC+01:00、UTC+02:00（夏令时）。

## 行政
圣皮埃尔拉帕吕的邮政编码为69210，INSEE市镇编码为69231。

## 政治
圣皮埃尔拉帕吕所属的省级选区为拉尔布雷勒县。

## 人口

1962-2008年间圣皮埃尔拉帕吕人口变化图示

圣皮埃尔拉帕吕于2022年1月1日时的人口数量为2586人。